# Andragogía
La Andragogía es el conjunto de técnicas de enseñanza orientadas a educar personas adultas. La andragogía también es considerada la ciencia que ayuda a organizar los conocimientos de los adultos.
Actualmente se considera que la educación no es solo cuestión de niños y adolescentes sino que los adultos son también parte de la educación permanente. El hecho educativo es un proceso que actúa sobre el humano a lo largo de toda su vida, porque su naturaleza permite que pueda continuar aprendiendo durante toda su vida sin importar su edad cronológica.
Bernard (1985) ve la Andragogía como una disciplina definida al mismo tiempo como una ciencia y como un arte; una ciencia que trata los aspectos históricos, filosóficos, sociológicos, psicológicos y organizacionales de la educación de adultos; un arte ejercido en una práctica social que se evidencia gracias a todas las actividades educativas organizadas especialmente para el adulto.

## Concepto
Se considera a la Andragogía como la disciplina que se ocupa de la educación y el aprendizaje del adulto, a diferencia de la pedagogía, que se aplica a la educación del ser humano sin fijarse en la edad biológica o psicológica que este presente.
Carlos Wagner, facilitador ecuatoriano, define a la Andragogía como el proceso sistemático de aprendizaje cognitivo, significativo y emocional de un adulto para beneficio personal y de la empresa en donde trabaje.[cita requerida]
Felipe Garcés insiste en que el concepto de Andragogía no es adecuado porque solo hace alusión a los varones. Garcés propone el concepto de Antropogogía, en tanto esta palabra recurre al griego (Ανθροπος, ου) 'antropos', que alude a la humanidad y no sólo al varón.[cita requerida]
Ernesto Yturralde Tagle en contraposición al cambio de término mencionado por Garcés, manifiesta que Andragogía es el adecuado, ya que alude conceptualmente al hombre como sinónimo de ser humano. Yturralde sostiene que la Andragogía es "la ciencia y el arte de instruir y educar permanentemente al ser humano, en cualquier período de su desarrollo psico-biológico y en función de su vida natural, ergológica y social" como lo planteó Félix Adam en 1977.[cita requerida]

## Orígenes
Alexander Kapp, un maestro alemán, utilizó el término andragogía por primera ocasión en 1833 al referirse a la escuela de Platón.
Eduard C. Lindeman es otra de las grandes figuras en la generación de conceptos de la educación para adultos y en la formación del pensamiento de la educación informal. Fue el primer estadounidense en introducir este término en dos de sus libros.
Lindeman identifica desde un enfoque sistémico un esquema con lo que él supone son las claves del aprendizaje de los adultos:
- El adulto se motiva a aprender cuando tiene necesidades.
- La orientación para aprender se centra en la vida.
- Tiene necesidad de autodirigirse profundamente.
- Las diferencias individuales se incrementan con la edad.

Malcolm Knowles (1913-1997) es considerado como el padre de la educación de adultos. Introdujo la teoría de la Andragogía como el arte y la ciencia de ayudar a adultos a aprender. Consideraba que los adultos necesitan ser participantes activos en su propio aprendizaje. Knowles Manifestaba que los adultos aprenden de manera diferente de los niños y que los entrenadores en su papel de facilitadores del aprendizaje deberían usar un proceso diferente para facilitarlo. En su obra La Práctica Moderna de Educación de Adultos: Andragogía contra Pedagogía de 1970, presentó su Modelo Andragógico.
En el campo de la educación continua y la denominada Educación a lo Largo de la Vida (véase Educación), la Andragogía tuvo gran influencia en las décadas de los 80 y 90, principalmente en los entornos relacionados con la Educación Abierta y a Distancia (véase wiki_ead (enlace roto disponible en Internet Archive; véase el historial, la primera versión y la última).), integrando los aportes de la Psicología y la Pedagogía.

## Principios
La Andragogía se basa en tres principios: participación, horizontalidad, flexibilidad:

### Participación
La participación se requiere ya que el estudiante no es un mero receptor, sino que es capaz de interactuar con sus compañeros, intercambiando experiencias que ayuden a la mejor asimilación del conocimiento. Es decir, el estudiante participante puede tomar decisiones en conjunto con otros estudiantes participantes y actuar con estos en la ejecución de un trabajo o de una tarea asignada.

### Horizontalidad
La horizontalidad se manifiesta cuando el facilitador y el estudiante tienen características cualitativas similares (adultez y experiencia). La diferencia la ponen las características cuantitativas (diferente desarrollo de la conducta observable).

### Flexibilidad
Es de entender que los adultos, al poseer una carga educativa-formativa, llena de experiencias previas y cargas familiares o económicas, necesiten lapsos de aprendizaje acordes con sus aptitudes y destrezas.

## Características
La teoría de Knowles establece seis supuestos relacionados con la motivación en el aprendizaje de adultos:[cita requerida]
1. Necesidad de saber. Los adultos necesitan conocer la razón por la que se aprende algo.
2. Autoconcepto del individuo. Los adultos necesitan ser responsables por sus decisiones en términos de educación, e involucrarse en la planeación y evaluación de su instrucción.
3. Experiencia previa. (incluyendo el error) Provee la base para las actividades de aprendizaje.
4. Prontitud en aprender. Los adultos están más interesados en temas de aprendizaje que tienen relevancia inmediata con sus trabajos o con su vida personal.
5. Orientación para el aprendizaje. El aprendizaje de adultos está centrado en la problemática de la situación, más que en los contenidos.
6. Motivación para aprender. Los adultos responden mejor a motivadores internos que a motivadores externos.

Los apoyos de la Andragogía en las actividades del ser humano son numerosos. Hay autores[¿quién?] que la mencionan como una estrategia a considerar en el proceso de enseñanza universitaria y en los procesos de capacitación en las empresas, debido a su particularidad de primero entender las necesidades de los participantes en un proceso de enseñanza-aprendizaje y luego tomarlas en cuenta al momento de diseñar los contenidos y las estrategias de interacción Maestro-Estudiante-Contenidos.[cita requerida]

## El andragogo
El Andragogo es el guía, el facilitador que planifica, administra y dirige. Como estrategias metodológicas utiliza la enseñanza, el aprendizaje y el autoaprendizaje. Al ser tanto el facilitador como el participante, las personas adultas comparten experiencias.
Manuel Castro Pereira en su obras Conformación de un modelo de desarrollo curricular experimental para el postgrado de la Universidad Nacional Abierta con base en los principios andragógicos (1990), al referirse al adulto que facilita el aprendizaje de otros adultos, escribe:

El andragogo es un educador que, conociendo al adulto que aprende, es capaz de crear ambientes educativos propicios para el aprendizaje. En su acepción más amplia, el andragogo es el ser de la relación de ayuda educativa al adulto.

Ernesto Yturralde Tagle define al andragogo como: 

un facilitador de procesos de aprendizaje, orientado al adulto, quien ayuda a construir aprendizajes significativos.

Francisco Punina Lozano define también como: 

[...] Constructor de conocimientos y significados, el proceso de aprendizaje, se da sobre la base de la oportunidad a transformar la cultura individual y comunitaria.

## Andragogía y Pedagogía
Ernesto Yturralde expresa: 

Andragogía es al adulto, como Pedagogía al ser humano sin distinción de edad, biológica o psicológica. Los procesos de aprendizaje varían de acuerdo a las edades. En edades tempranas los niños se someten al sistema educativo, mientras que los adultos, con mayor o menor intensidad, buscan el conocimiento para su inmediata aplicación práctica que les permita generar cambios o mejoras entre otras cosas en sus actividades, tareas, oficios o profesiones. Se reconocen dentro de la Pedagogía a la Paidagogía, la Pedagogía, la Hebegogía, la Andragogía y la Gerontogogía.  

Hoy se confirma que el individuo se mantiene en un permanente proceso de aprendizaje, por ello, Yturralde reitera el concepto de Antropogogía definido por Félix Adam como: "La ciencia y el arte de instruir y educar permanentemente al ser humano, en cualquier período de su desarrollo psico-biológico y en función de su vida natural, ergológica y social". Además, Yturralde insiste en que no basta proveer de educación únicamente a las juventudes como tradicionalmente se ha hecho, sino más bien, resulta fundamental crear sistemas de Educación Continua para lograr el desarrollo de las sociedades. De esta manera, a través del aprendizaje permanente, se propicia el mejoramiento de las condiciones de vida del individuo dentro de las sociedades, constituyéndose como un proceso de mejoramiento continuo. El desarrollo de los pueblos y sus niveles de competitividad se fundamentan en la competitividad del individuo.
Ernesto Yturralde Tagle

La Andragogía se asemeja a la Pedagogía en ciertos aspectos.Por ejemplo, la finalidad de ambas es crear aprendizajes independientemente de la edad, e incluso compartir teorías  que les permiten sustentarse. De esta manera, podemos inferir que no hay impedimento para utilizar la Pedagogía en personas adultas, y la Andragogía en un nivel primario o secundario. Todo dependerá del momento y de la decisión o capacidad del docente para elegir cualquiera de las dos, sin que en ello influya la edad de la persona, ya que mientras el niño tiene apertura para recibir conocimientos y acepta los contenidos impartidos, el adulto tiene la necesidad de aprender determinada temática que le beneficie en su trabajo y poder aplicar los conocimientos en su entorno para su propia superación.
Las principales diferencias entre Pedagogía y Andragogía son:

Andragogía. Está dirigida a mayores de edad, que puedan tomar sus propias decisiones, es por ello que la mayoría solo está ahí si se siente cómodo, además, no aceptan obligatoriamente las enseñanzas impartidas, ya que las pueden cuestionar y mejorar.
Por otra parte, la memorización no es lo importante, sino saber donde se encuentra la información y como utilizarla. La mayor parte del conocimiento viene de la investigación de la realidad en los diferentes campos de las ciencias. En esta ciencia, se califican principalmente las actividades grupales, y no se castiga lo negativo, más bien, se reflexiona y se utiliza como un medio de aprendizaje.
Los estudiantes no son amenazados ni premiados bajo ningún tipo de modelo establecido, y no existe el rol de profesor o docente, más bien, se elimina este concepto y pasa a llamarse facilitador, igualándose al estudiante. Este último, no tiene tiempo que perder, ya que en su mayoría tienen familia y trabajo que atender; solo está ahí motivado porque el conocimiento le ayudará inmediatamente en su desarrollo personal y su aplicación en lo económico. Además, si falla no pasa nada, pues todos sus compañeros lo ayudarán, ya que existe mucha colaboración voluntaria e integración.
Los adultos son tolerantes y comprensivos y no requieren vigilancia o supervisión, puesto que cada uno tiene capacidades diferentes y con sus actividades el grupo aprende y el facilitador también. De esta manera, todos se sienten apreciados y se establecen fuertes lazos de amistad.
En cuanto al trabajo realizado, en su mayoría se lleva a cabo de manera no presencial y los adultos aprenden a investigar y realizar trabajos que luego presentan en grupos para conocimiento de todos. En la aplicación de la andragogía la utilización de pupitres no corresponde, ya que deben ser mesas y sillas para trabajo en grupos. Ademas, tampoco existe una tarima para dictar cátedra, puesto que el facilitador se debe ubicar en un lugar secundario que no interrumpa o distraiga las actividades de aprendizaje. Con dicha disposición, todos se muestran atentos e interesados y desean participar activamente, sin requerir de dinámicas para integrarlos,desestresarlos o estimularlos, ya que se constituye como un sistema de enseñanza voluntario.
Magíster José Oñate B. Especialista en Andragogia

Pedagogía. Esta disciplina está dirigida a menores de edad, ya que no pueden tomar sus propias decisiones, además, deben aceptar obligatoriamente la enseñanza conductista aplicada, sin embargo, la mayoría no se sienten cómodos con esta. En este tipo de enseñanza, los exámenes son sobre la base de memorización, y con poca o casi nada de investigación, por el contrario, solo se aprende lo que el profesor le permite conocer.
Aunado a lo anterior, no se integran en grupos para realizar labores investigativas, y tampoco se califican actividades grupales como objetivo principal. Más bien, lo negativo se castiga, se amenaza a los alumnos si no obedecen órdenes, según un modelo pre establecido unilateralmente como bueno.
En la pedagogía, el profesor no espera aprender de sus estudiantes, y prioriza la calificación en conducta, es por ello, que muchos estudiantes no comprenden porque están en el colegio, y a su vez no les agrada la mayoría de las materias. Finalmente para animar al estudiante, el profesor utiliza dinámicas cuando los temas se presentan aburridos o complejos, constituyéndose así como un sistema educativo obligatorio.
Magíster José Oñate B. Especialista en Andragogia

Semejanzas:

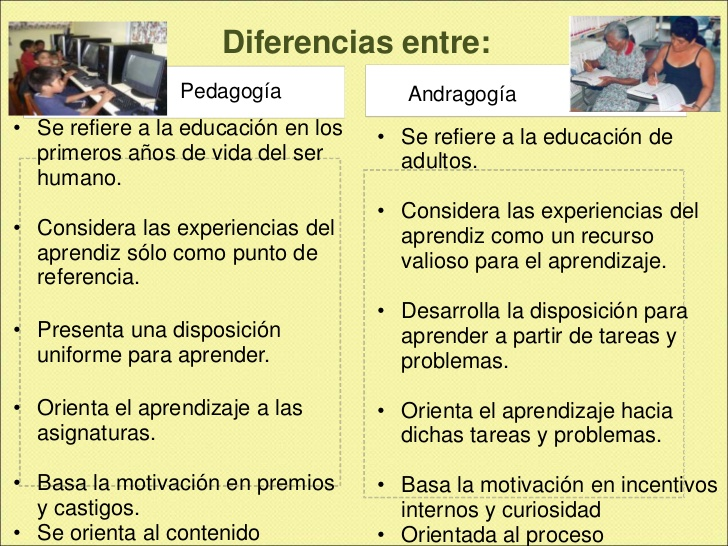

- Ambos se aplica metodologías de enseñanza y aprendizaje.
- Las dos ciencias se tienen el mismo objetivo que es la educación del ser humano.
- Busca innovaciones en el proceso educativo para lograr un aprendizaje más integral y significativo.
- En el proceso educativo las dos ciencias hacen de los mismos elementos: estudiante, objetivo de la educación, el ambiente donde se desarrolla el acto educativo.
- Ambas se fundamentan en ideas, principios, hipótesis, definiciones, conceptos, modelos y teorías.

Este sistema se comenzó a implementar antes de 1960 en Europa y posteriormente en EE. UU.